# غونزالو سوتو
غونزالو سوتو (بالإسبانية: Gonzalo Soto)‏ (3 أبريل 1990 في الأرجنتين - ) هو لاعب كرة قدم أرجنتيني في مركز الدفاع. لعب مع الجامعي دي بيرو وجيمناسيا لابلاتا.

## وصلات خارجية
- غونزالو سوتو على موقع قاعدة بيانات كرة القدم.إي يو (الإنجليزية)
- غونزالو سوتو على موقع Soccerway.com (الإنجليزية)